# مايكل كورتيز
مايكل كورتيز (بالإنجليزية: Michael Curtiz)‏ (24 ديسمبر 1888- 10 إبريل 1962) مخرج أفلام أمريكي من أصل مجري. معروف بغزارة إنتاجه حيث أخرج ما يزيد عن 50 فيلما في أوروبا وأكثر من 100 فيلم في هوليوود. كان من أهم مخرجي استوديو وارنر برذرز. قدم أنواع مختلفة من الأصناف السينمائية مثل أفلام المغامرات وأفلام الغرب الأمريكي والأفلام الدرامية وغيرها. حصل على جائزة الأوسكار عام 1943. ويعتبر كورتيز من أهم المخرجين في تاريخ السينما الأمريكية.

## حياته

### البدايات
بدأ كورتيز حياته كممثل ومخرج. تخرج من الأكاديمية الملكية للفنون بالمجر عام 1912. عام 1913 أخرج أول فيلم طويل مجري بعنوان البوهيمي الأخير. ثم توجه إلى السويد حيث عمل هناك كمساعد مخرج. وكانت الأفلام الاسكندنافية والأفلام الفرنسية هي التي تهيمن على السينما الأوربية في ذلك الوقت. عام 1913 شارك كممثل في الفيلم الصامت الدنماركي أطلانطس (Atlantis) المقتبس عن رواية الكاتب الألماني غرهارت هاوبتمان. عاد كورتيز من السويد إلى بلده المجر عام 1917 ليعمل مديرا لاستوديو فونيكس (Phönix) في بودابست.

### العمل في النمسا

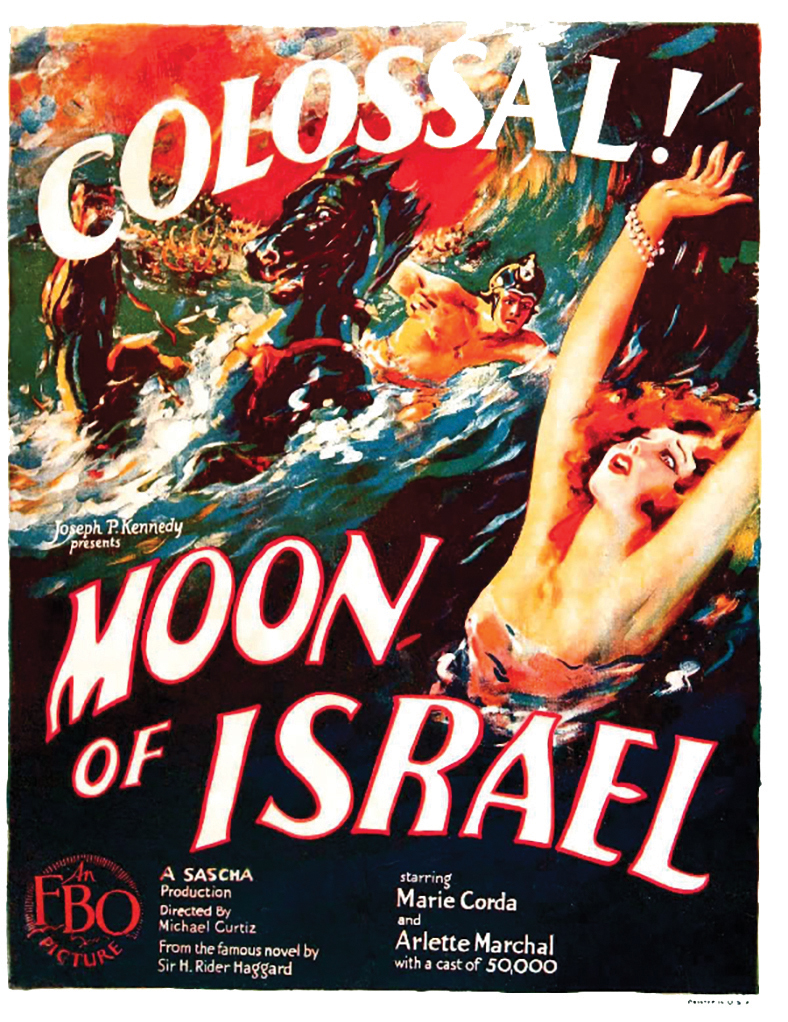
ملصق فيلم ملكة العبيد الذي طرح في أمريكا بعنوان قمر إسرائيل

عام 1919، عقب انتهاء الحرب العالمية الأولى، هاجر كورتيز من بلده المجر بعد وصول السياسي الشيوعي بيلا كون إلى السلطة. عمل في صناعة الأفلام في أوروبا الغربية في فرنسا وألمانيا ثم في النمسا مع استوديو ساشا (Sascha) في فينا. قدم في فترة عمله في النمسا أفلاما ملحمية ذات تكلفة ضخمة. وكانت تلك الأفلام ذات مواضيع دينية تاريخية؛ مثل فيلم سدوم وعمورة الذي صدر عام 1922 والمأخوذ عن قصة قوم لوط الذي يعتبر أضخم فيلم تم إنتاجه في تاريخ النمسا، وفيلم ملكة العبيد الذي صدر عام 1924 المأخوذ عن قصة التيه.

## الانتقال إلى أمريكا
عام 1926 عرض الأخوان هاري وارنر وجاك وارنر على كورتيز عرضا سخيا ووقع عقدا للانضمام إلى استوديو وارنر برذرز وانتقل للإقامة والعمل في الولايات المتحدة. وقد استمر كورتيز مدة 28 عاما في العمل مع استوديو وارنر برذرز قدم خلالها 86 فيلما هي أفضل أعماله.
على الرغم من أنه كان من المخرجين ذوي الخبرة، وكان يبلغ من العمر 38 عاما، فإن استوديو وارنر وجهه إلى العمل في عدد من الأفلام متوسطة الجودة كبداية له، كان أولها هو فيلم «الدرجة الثالثة» (1926). وقد استخدم كورتيز تقنيات فريدة من نوعها في التصوير، من حيث زوايا الكاميرا الدرامية، بأسلوب كتب أحد الناقدين عنه أن سيحسده مخرجون آخرون عليه.
كان تعلم اللغة الإنجليزية في وقت قصير عقبة كبيرة. خاصة أن لم يكن لديه وقت فراغ كاف. وعندما أعطاه جاك وارنر فيلمه الأول ليخرجه، يتذكر كورتيز: «لم أكن أتكلم كلمة واحدة من اللغة الإنجليزية». وكانت قصة الفيلم رومانسية عن حياة السجن والعصابات في شيكاغو، وهو مكان لم يزره أبدا، عن شخصيات أمريكية من العالم السفلي لم يلتق بها أبدا. بغرض الحصول على خبرة مباشرة حول هذا الموضوع، أقنع كورتيز شريف لوس انجلوس بالسماح له بقضاء أسبوع في السجن. يقول كورتيز: «عندما خرجت، كنت أعرف تماما ما أحتاجه للفيلم».
ويعتقد كورتيز اعتقادا راسخا بأن التحقيق في خلفية كل قصة يجب أن يتم أولا، وأن يتم ذلك قبل بدء الفيلم. ويقول أنه كلما سأله شخص ما كيف له، وهو الأجنبي، أن يقدم أفلاما أمريكية، فإنه يجيب: «البشر هم نفسهم في جميع أنحاء العالم، والمشاعر الإنسانية مشتركة». وقد تعامل مع أفلامه الأولى في الولايات المتحدة كتجارب يتعلم منها:
على الرغم من أن حاجز اللغة جعل التواصل مع الممثلين والطاقم مشقة، فقد واصل كورتيز إنفاق الوقت في التحضير. على سبيل المثال، قبل أن يخرج أول وسترن له، أمضى ثلاثة أسابيع في قراءة تاريخ تكساس وحياة رجالها المهمين. وقد وجد على الدوام أنه من الضروري مواصلة الدراسة المكثفة للثقافة والعادات الأمريكية استعدادا لمعظم أنواع الأفلام الأخرى. لكنه كان راضيا تماما عن عمله في هوليوود:

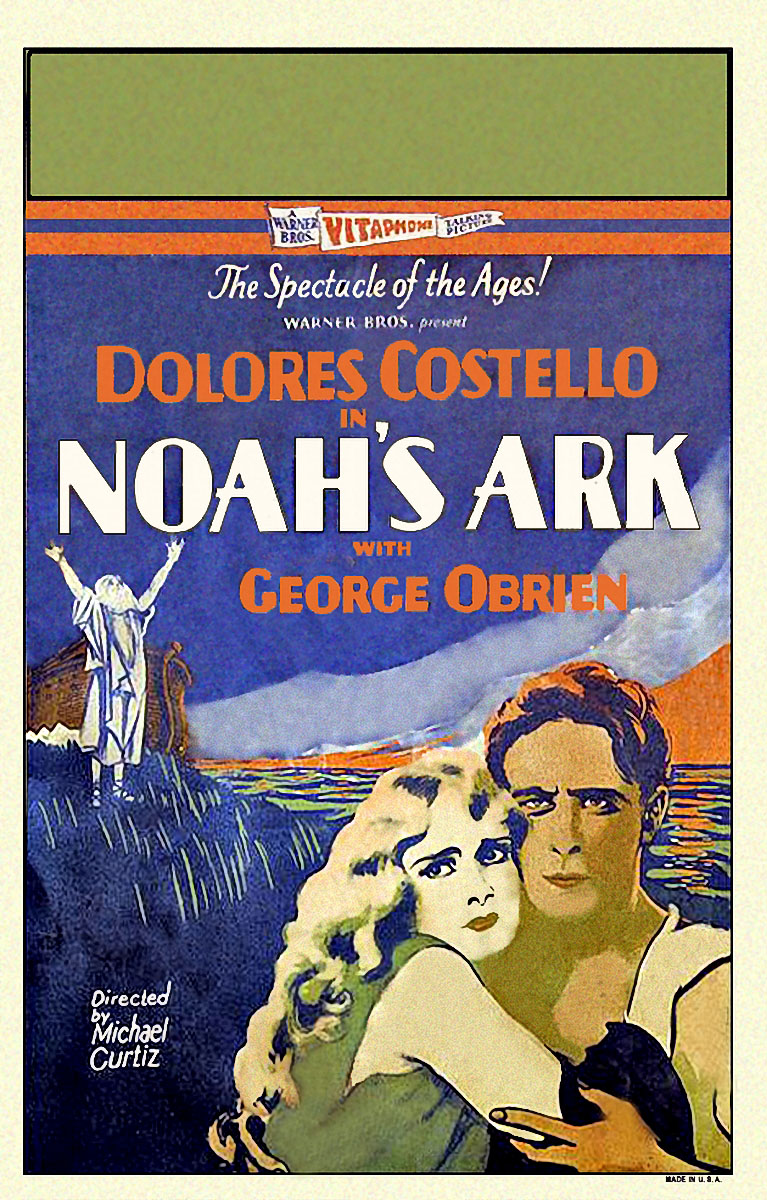
ملصق فيلم "سفينة نوح" (1928)

بعد فيلمه الأول مباشرة كلفه استوديو وارنر برذرز أيضا بثلاثة قصص متوسطة أخرى للتأكد من أنه يمكن إيكاله مشاريع أكبر. خلال ذلك الوقت تعرف على أساليبهم وتعامل مع الفنيين، بمن فيهم مصورون سيستعين بهم في أعمال له لاحقة. وكما يوضح كاتب السيرة جيمس روبرتسون عن أفلام تلك الفترة: «في كل مرة، كان كورتيز يسعى جاهدا لكن دون جدوى في إعادة تنشيط نصوص غير مقنعة من خلال عمل رائع للكاميرا وأداءات تمثيل قوية، وهذه أبرز ملامح كل تلك الأفلام».

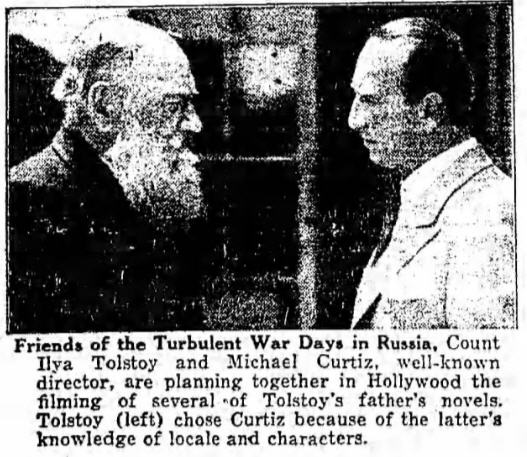
كورتيز مع إيليا تولستوي عام 1927

في زيارة لهوليوود في عام 1927، أراد إيليا تولستوي (ابن ليو تولستوي) -الذي كان صديقا لكورتيز في أوروبا- منه إخراج عدة أفلام مقتبسة عن روايات والده. وهو اختار كورتيز لأنه يعرف بالفعل اللغة وشعبها. خلال تلك الفترة، كان استوديو وارنر برذرز قد بدأ بتجربة الأفلام الناطقة. وقاموا عام 1928 بتخصيص فيلمين صامتتين ناطقين جزئيا ليخرجهما كورتيز: «تندرلوين» وهو فيلم مفقود، وفيلم «سفينة نوح».
اشتمل فيلم «سفينة نوح» على قصتين في خطين متوازيين، واحدة تسرد قصة الفيضان من الكتاب المقدس، وأخرى رومانسية من عصر الحرب العالمية الأولى. كان أول فيلم ملحمي تنتجه وارنر برذرز، وبتسليمهم هذا الإنتاج لكورتيز، فقد كانوا يأملون في ضمان نجاحه. اعتبر مشهد الفيضان في الفيلم «مذهلا» في ذلك الوقت. ويقول الكاتب جيمس روبرتسون أنه «كان واحدا من أكثر الأحداث إثارة في تاريخ السينما». شارك في الفيلم أكثر من 10.000 كومبارس، وكأن أكثر أفلام الاستوديو تكلفة حتى ذلك الوقت. كانت قصة الفيلم من تأليف بيس ميريديث التي تزوجها كورتيز بعد سنوات قليلة.
ساهم نجاح أفلام كورتيز في جعل استوديو وارنر برذرز الأسرع نموا في هوليوود.

## روابط خارجية
- مايكل كورتيز على موقع IMDb (الإنجليزية)
- مايكل كورتيز على موقع الموسوعة البريطانية (الإنجليزية)
- مايكل كورتيز على موقع ألو سيني (الفرنسية)
- مايكل كورتيز على موقع ميوزك برينز (الإنجليزية)
- مايكل كورتيز على موقع تيرنر كلاسيك موفيز (الإنجليزية)
- مايكل كورتيز على موقع تيرنر كلاسيك موفيز (الإنجليزية)
- مايكل كورتيز على موقع أول موفي (الإنجليزية)
- مايكل كورتيز على موقع قاعدة بيانات الأفلام السويدية (السويدية)
- مايكل كورتيز على موقع إن إن دي بي (الإنجليزية)
- مايكل كورتيز على موقع ديسكوغز (الإنجليزية)